# Hyperdźwiękowy
Hyperdźwiękowy (ang. Hyper Sonic) – film fabularny z 2002 roku, wyreżyserowany, napisany i współwyprodukowany przez Phillipa J. Rotha, przeznaczony do dystrybucji DVD i video.

## Obsada
- Antonio Sabato Jr. jako Grant Irvine
- Adam Baldwin jako Christopher Bannon
- Alex Jolig jako David Diedrich
- Michael Sutton jako Kevin Irvine
- Amandah Reyne jako Trina Raymond (w czołówce jako Amanda Reyne)
- Julian Vergov jako Hassek